# Aeroportul Quiché
Aeroportul Quiché (IATA: AQB, ICAO: MGQC) este un aeroport din Departamento de Quiché⁠(d), Guatemala ce deservește zona Santa Cruz del Quiché⁠(d).
Situat la o altitudine de 2.021 m, aeroportul dispune de 1 pistă.

## Infrastructură

### Piste
Aeroportul dispune de o singură pistă. Pista 17/35 are suprafața de asfalt și dimensiunile 1.200 m × 18 m. 